# Ciclone Becky
O ciclone tropical Becky (designação do JTWC: 21P, também conhecido simplesmente como ciclone Becky) foi o penúltimo ciclone tropical dotado de nome da temporada de ciclones no Pacífico sul de 2006-07. Becky foi o décimo terceiro ciclone tropical e o quinto sistema tropical nomeado da temporada de ciclones no Pacífico sul de 2006-07 e formou-se em 26 de Março de uma perturbação tropical a sudoeste das Ilhas Salomão. O sistema seguiu para leste-sudeste e sudeste durante praticamente todo o seu período de existência, alcançando o pico de intensidade com ventos máximos sustentados de 130 km/h, segundo o Joint Typhoon Warning Center, ou 110 km/h, segundo o Centro Meteorológico Regional Especializado de Nadi, Fiji. Após atingir o pico de intensidade, Becky encontrou condições meteorológicas hostis e dissipou-se em 29 de Março de 2007.
O ciclone causou apenas mar agitado em algumas ilhas das Ilhas Salomão e Vanuatu. Nenhuma fatalidade ou pessoa ferida foi relatada como decorrência da passagem do ciclone.

## História meteorológica

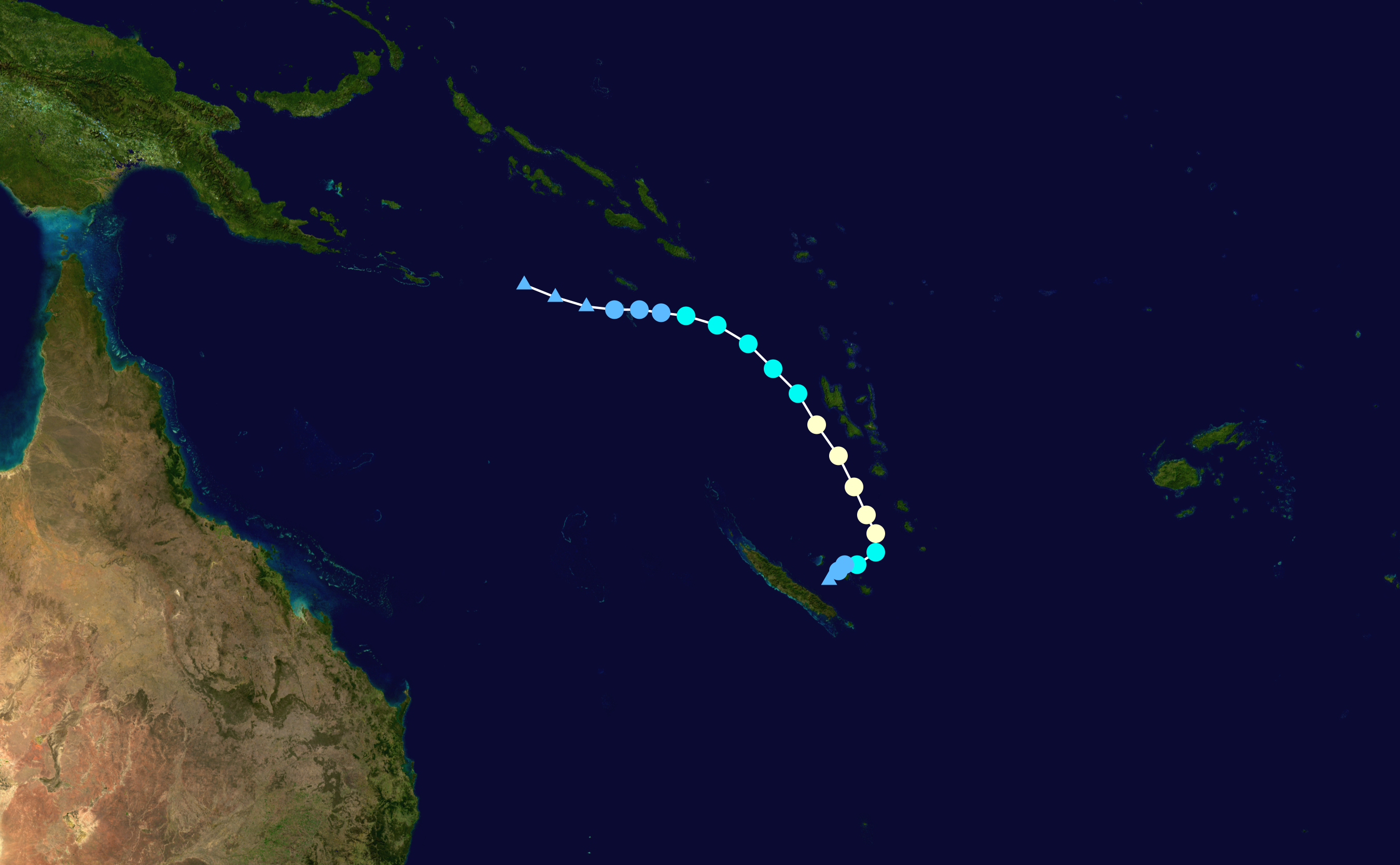
O caminho de Becky

A área de convecção que viria dar origem ao ciclone Becky foi observada pela primeira vez em 23 de Março a cerca de 430 km a sudoeste de Honiara, capital das Ilhas Salomão. O Centro de Aviso de Ciclone Tropical de Brisbane, Austrália, começou a monitorar o sistema como uma área de baixa pressão tropical no começo da madrugada de 25 de Março. Mais tarde, assim que o centro ciclônico de baixos níveis do sistema começou a se organizar, o Joint Typhoon Warning Center começou a monitorar o sistema como uma perturbação tropical. Com baixo cisalhamento do vento e difluência atmosférica favorável, o sistema começou a se organizar e assim cruzou o meridiano 160°O, o Centro Meteorológico Regional Especializado (CMRE) de Nadi classificou o sistema como uma depressão tropical. Praticamente ao mesmo tempo, o CACT de Brisbane emitiu seu último aviso sobre o sistema assim que a perturbação saiu de sua área de responsabilidade. Seguindo para leste-sudeste devido à influência de uma área de alta pressão quase equatorial e a um profundo cavado ao seu oeste, a perturbação continuou a se fortalecer e em 26 de Julho, o JTWC emitiu seu primeiro aviso regular sobre o ciclone tropical 21P; naquele momento, o centro do ciclone localizava-se a cerca de 545 km a sudeste de Honiara, Ilhas Salomão. Mais tarde naquele dia, o CMRE de Nadi também classificou o sistema para um ciclone tropical e atribuiu-lhe o nome Becky.
Becky continuou a se intensificar gradualmente assim que seguia para leste-sudeste e posteriormente para sudeste e sul-sudeste, passando a oeste as ilhas de Vanuatu. Em 27 de Março, Becky alcançou seu pico de intensidade com ventos máximos sustentados de 110 km/h, segundo o CMRE de Nadi. Segundo o JTWC, Becky alcançou o pico de intensidade 24 horas depois, com ventos máximos sustentados de 130 km/h.
A partir de 28 de Março, Becky começou a se enfraquecer rapidamente devido ao aumento do cisalhamento do vento e a intrusão de ar seco. Em apenas seis horas, os ventos máximos sustentados caíram de 130 km/h para 85 km/h e no começo da madrugada (UTC) de 29 de Março, o CMRE de Nadi emitiu seu último aviso sobre o sistema. O sistema continuou a se enfraquecer rapidamente e por volta do meio-dia de 29 de Março, quando o sistema já não mais apresentava áreas de convecção profunda, o JTWC também emitiu seu último aviso sobre o sistema. A área de baixa pressão remanescente de Becky continuou ativo até em 31 de Março, quando se dissipou totalmente a oeste de Noumea, Nova Caledônia.

## Preparativos e impactos
Apenas algumas ilhas das Ilhas Salomão e Vanuatu relataram mar agitado como decorrência da passagem de Becky pela região. Nenhuma fatalidade ou pessoa ferida foi relatada como consequência da passagem do ciclone. Também, nenhum navio ou estação meteorológica registrou a passagem de Becky.